# Apiomithrax
Apiomithrax is een geslacht van kreeftachtigen uit de klasse van de Malacostraca (hogere kreeftachtigen).

## Soorten
- Apiomithrax bocagei (Ozorio, 1887)
- Apiomithrax violaceus (A. Milne-Edwards, 1868)